# Церковь Святого Иосифа Обручника (Чикаго)
Церковь Святого Иосифа Обручника (укр. Церква святого Йосифа Обручника) в Чикаго — один из крупнейших приходов Чикагской епархии св. Николая Украинской грекокатолической церкви. Современный храм построен в 1976 году.

## История
Приход св. Иосифа канонически основан 1 августа 1956 года Константином Богачевским, митрополитом УГКЦ в Филадельфии.
12 августа 1956 году была проведена первая литургия в помещении римско-католической церкви св. Бенедикта. На богослужении, в следующее воскресенье, прихожанами стало более 60 семей, в тот день отдали приход под покровительство святого Иосифа Обручника.
В конце 1957 года было приобретено четыре участка земли для постройки отдельной церкви. Территория более 80 акров между пересечением Кемберленд и Фостер, и Ист-Ривер Роуд и Аргайл. Один акр выделялся непосредственно под церковь, на остальной территории планировалось развитие украинского поселка.
13 апреля 1958 года состоялось освящение земли и началось строительство помещения церкви с центром религиозно-общественной жизни. Строительство продолжалась несколько месяцев и 2 ноября 1958 года церковь открылась для прихожан. Последняя литургия в «старой церкви» была проведена 20 марта 1977 года.

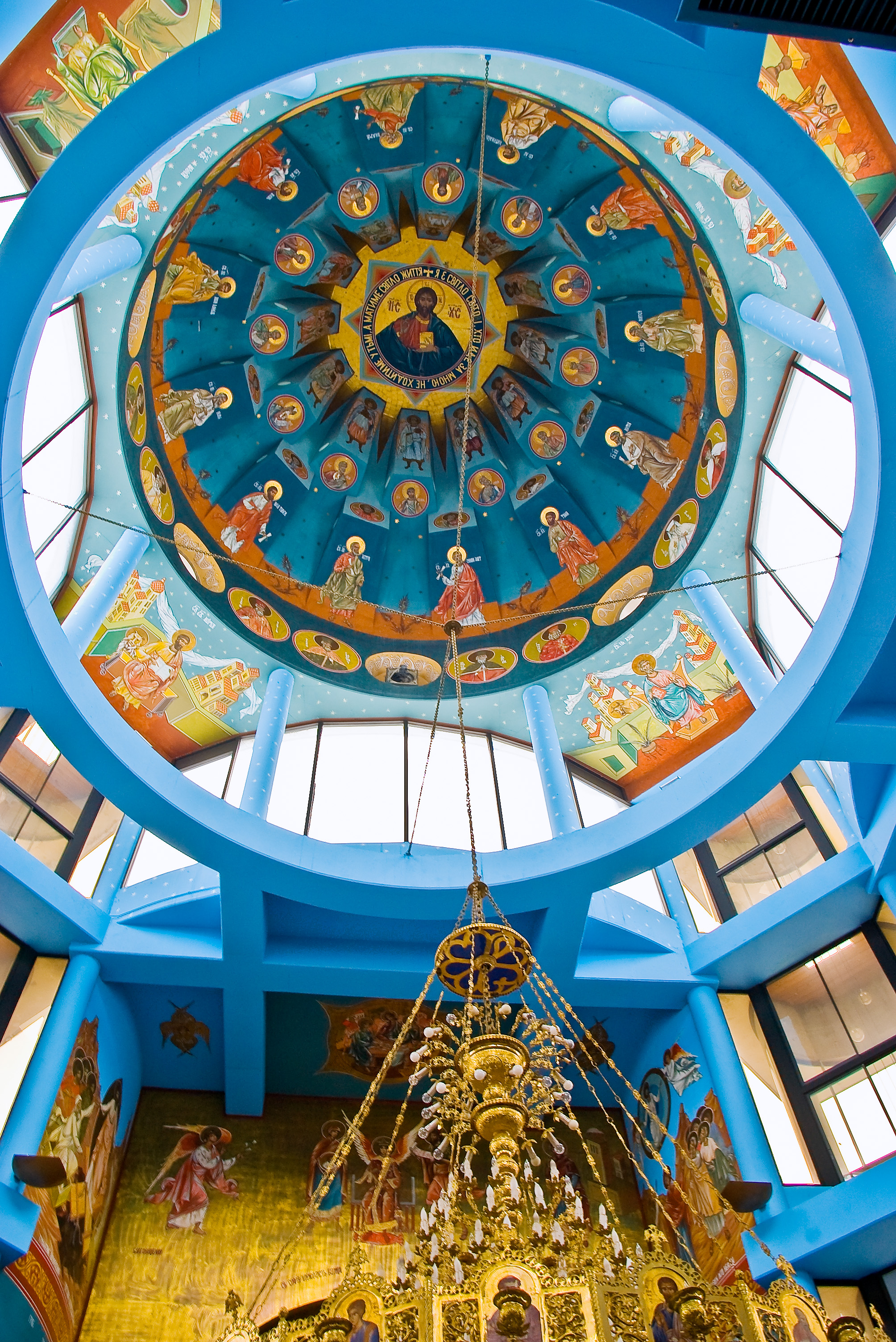
В современном храме св. Йосифа Обручника

## Современная церковь
Со временем численность прихожан неуклонно росла, и вскоре принято решение построить новую большую церковь для украинской диаспоры в Чикаго.
Строительство новой церкви официально началась 1 октября 1975 года. Среди 32 архитекторов выбран проект Зенона Мазуркевича. 6 апреля 1975 года епископ Ярослав Габро освятил место для строительства, а через год Патриарх Иосиф Слипый посетил приход и освятил фундамент церкви. Современная церковь занимает 8 место в мире среди религиозных строений с необычной архитектурой.
26 декабря 1976 года владыка Ярослав Габро освятил два краеугольных камня новой церкви. Между двумя гранитными блоками вмурованы важные документы, связанные с устройством церкви, и памятные атрибуты из Украины, среди которых кусок угля из Донбасса и камень с Днепра.